# Krawalle in der Silvesternacht 2022

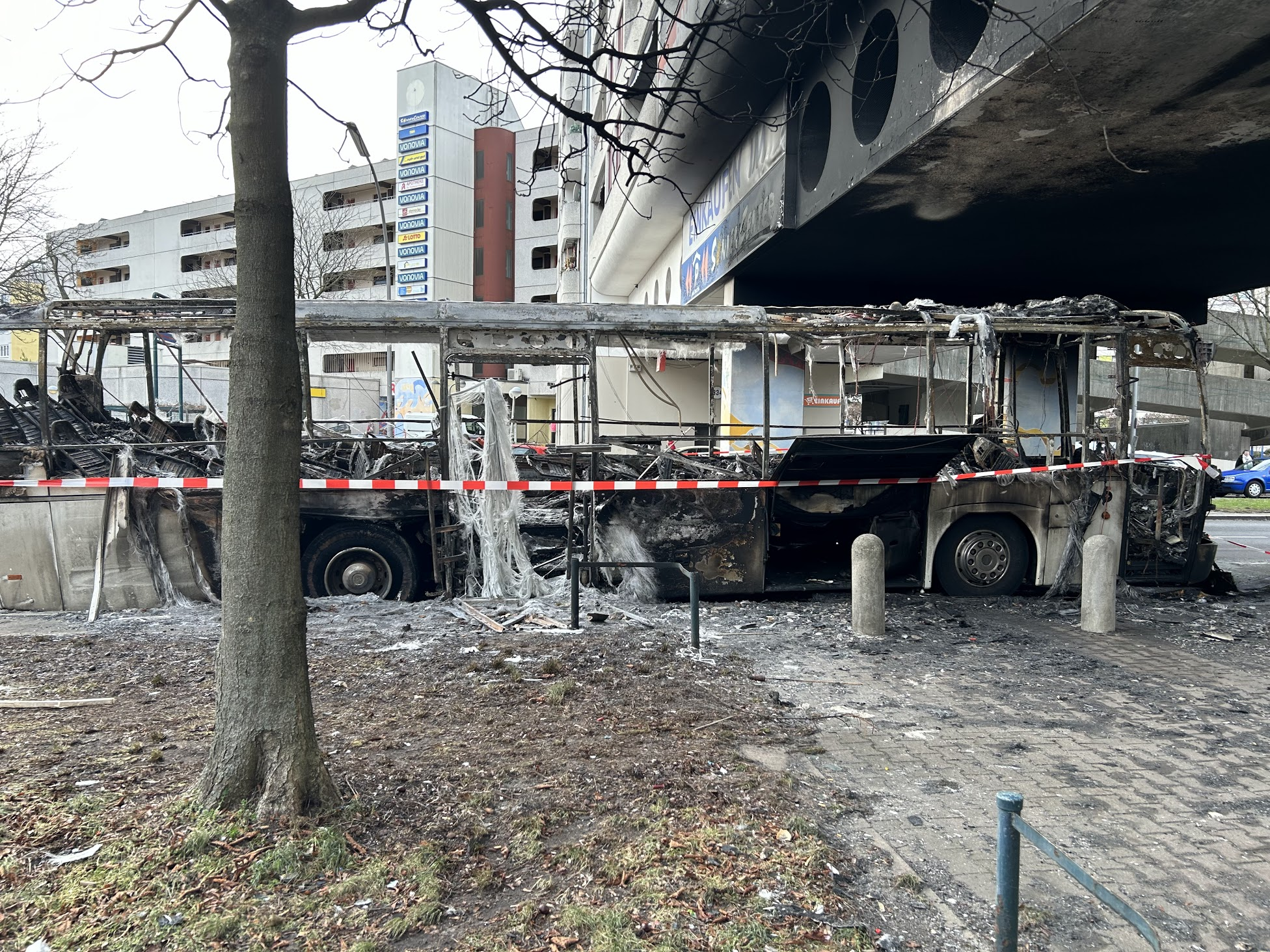
Ein ausgebrannter Reisebus am Neujahrstag in der High-Deck-Siedlung, einem der Schwerpunkte der Krawalle in Berlin

Zu Krawallen in der Silvesternacht 2022 auf den 1. Januar 2023 kam es in verschiedenen deutschen Großstädten in Form von Ausschreitungen und Angriffen auf Einsatzkräfte von Polizei, Feuerwehr und Rettungsdiensten. Schwerpunkte lagen in Berlin, Essen und Hannover.

## Hintergrund
Die Krawalle in der Silvesternacht waren von der Gewerkschaft der Polizei Berlin bereits seit November 2022 in einigen Pressemitteilungen vorhergesagt und entsprechende Gegenmaßnahmen vorbereitet worden.
Bei den Silvesterkrawallen griffen Menschengruppen insbesondere Polizei und Rettungskräfte mit Feuerwerk an. Es kam deshalb zu Ermittlungen wegen einfacher und gefährlicher Körperverletzungen, Sachbeschädigungen, Landfriedensbruchs, Widerstands und tätlicher Angriffe gegen Vollstreckungsbeamte, Verstöße gegen das Waffengesetz und Straftaten und Ordnungswidrigkeiten im Umgang mit Silvesterböllern.
Jenseits der Ausschreitungen entstanden in Berlin keine größeren Sachschäden. 26 Polizeiautos und 11 Feuerwehrwagen wurden dabei beschädigt. Ein weiterer Schaden von etwa 2 Millionen Euro entstand in Hohen Neuendorf (Brandenburg), der jedoch zwei Tage vor Silvester stattfand und nicht den Krawallen zuzurechnen ist. Dort brannte ein Supermarkt infolge Pyrotechnikeinsatzes komplett aus.

## Festnahmen und Ermittlungsverfahren in Berlin
Laut der Polizei Berlin wurden in der Silvesternacht wegen verschiedener Straftaten 145 Personen festgenommen: Dabei wurden 139 Männern und sechs Frauen mit insgesamt 18 verschiedenen Nationalitäten erfasst. 45 der Festgesetzten hatten die deutsche Staatsangehörigkeit, dann folgten 27 Afghanen und 21 Syrer.
Wegen Angriffen auf Polizisten und Rettungskräfte erfolgten 37 der Festnahmen. Nach ersten Falschmeldungen, nach denen zwei Drittel dieser meist jugendlichen Tatverdächtigen Deutsche gewesen seien, korrigierte die Polizei später ihre Angaben. Demnach hatten 12 der Festgenommenen die deutsche und davon 9 eine doppelte Staatsbürgerschaft, die übrigen 25 eine andere Nationalität.
Nach Angaben der Polizei gab es 69 Angriffe auf Feuerwehrleute und 56 Angriffe auf Polizisten. 15 Feuerwehrleute sowie 47 Polizisten seien verletzt worden.
Wegen der Krawalle wurden insgesamt 355 Straf- und Ordnungswidrigkeitsverfahren eingeleitet. Ermittelt wird u. a. wegen Angriffs auf und Widerstands gegen Vollstreckungsbeamte und Rettungskräfte, wegen gefährlicher Körperverletzung, wegen Landfriedensbruchs und wegen des Herbeiführens einer Sprengstoffexplosion.

## Reaktionen
- Berlins damalige Regierende Bürgermeisterin Franziska Giffey (SPD) wollte zu einem Gipfel gegen Jugendgewalt einladen: „Wir müssen einerseits konsequent vorgehen gegen Straftaten, aber andererseits eben auch schauen, was muss in der Integrations-, in der Jugend-, in der Schulsozialarbeit unternommen werden“, wurde Giffey zitiert.

- Die Gewerkschaft der Polizei forderte einen Runden Tisch mit Politik, Integrationsbeauftragten, Wissenschaft, Sozialarbeit, Polizei und Rettungskräften: „Wir brauchen diese Debatte sofort, und wir brauchen Ergebnisse, klare Konzepte und einen Plan, wer was umzusetzen hat. Eine Einsatznacht wie die letzte darf sich zum nächsten Jahreswechsel nicht wiederholen. Somit ist der Zeitrahmen gesetzt“, so GdP-Chef Jochen Kopelke.[6]

- Die Parteivorsitzenden Friedrich Merz (CDU) und Markus Söder (CSU) warfen in einem Zeitungsgespräch dem Berliner Senat schwere Versäumnisse vor. Laut Merz fordern „die Chaoten, viele davon mit Migrationshintergrund, […] den Staat heraus, den sie verachten. Und das Land Berlin wird mit der Lage nicht fertig, weil der Senat […] seit Jahren die Rechte und Einsatzmöglichkeiten der Polizei begrenzt. […] So […] dürfen wir uns nicht wundern, wenn […] am 1. Mai und zu Silvester diese schweren Straftaten gegen Rettungskräfte und […] Polizeibeamte verübt werden.“ Söder kritisierte, die Berliner Polizei sei unterfinanziert und werde „von der rot-rot-grünen Mehrheit im Stich gelassen. Für die Sicherheitskräfte fehlt jede politische Rückendeckung“. Das sei „in Bayern ganz anders.“[7]

- Der Bezirksbürgermeister von Neukölln, Martin Hikel (SPD), sprach von „bürgerkriegsähnlichen Zuständen“ und von Tätern aus „Quartieren“, die „sozial abgehängt sind“: „Wir haben Bereiche, in denen einzelne Männergruppen offenbar unter Was-auch-immer leiden oder unter falschen Vorstellungen groß geworden sind, dass sie sich veranlasst sehen, in so einer Art und Weise gewalttätig zu werden.“[8]

- Bundesinnenministerin Nancy Faeser (SPD) machte „gewaltbereite Integrationsverweigerer“ für die Ausschreitungen verantwortlich und kündigte ein Lagebild zu den Angriffen auf Polizei- und Rettungskräfte an. Dieses soll u. a. Aufschluss über die Nationalität der Täter geben.

- Die Stadtsoziologin Talja Blokland, Professorin am Institut für Sozialwissenschaften der Berliner Humboldt-Universität, wies darauf hin, dass die Ausschreitungen als Ergebnis von segregierender Sozial- und Jugendpolitik verstanden werden müssten, die unzureichend auf Chancenungleichheiten eingeht. Die Jugendlichen sähen in den angegriffenen Polizeikräften Repräsentanten des repressiven und ausgrenzenden Staates.[9][10] Außerdem wies sie darauf hin, dass vergleichbare Ereignisse immer wieder in gesellschaftlichen Krisensituationen auftreten, jedoch empirisch nicht mit Aspekten der Integration verknüpft werden können.[11]

- Der später zum Regierenden Bürgermeister gewählte CDU-Kandidat Kai Wegner geriet in die Kritik, weil er im Namen der CDU-Fraktion vom Senat Auskunft über die Vornamen der deutschen Tatverdächtigen verlangte. Vertreter der rot-rot-grünen Regierungskoalition warfen Wegner daraufhin Rassismus vor, weil er Menschen mit Migrationshintergrund nicht als richtige Deutsche anerkennen wolle.[12] Der Satiriker Jean-Philippe Kindler rief in einem kontrovers diskutierten Instagram-Video zur „Hetze“ gegen die CDU auf.[13] Wegner wies die Anschuldigung der rassistischen Diskriminierung von sich. Nur wenn man Probleme benenne, könne man sie lösen.[14] Unter Berliner Muslimen erhielt die CDU die meisten Stimmen, zu Menschen mit Migrationshintergrund wurden keine Daten erhoben.[15]

## Ähnliche Vorfälle
- Sexuelle Übergriffe in der Silvesternacht 2015 („Kölner Silvesternacht“)